# بورصة دبي
بورصة دبي هي سوق الأوراق المالية في دولة الامارات العربية المتحدة.
هي شركة قابضة لسوق دبي المالي و ناسداك دبي.نشأت بورصة دبي في 6 أغسطس 2007 لدمج السوقان الحكوميان و الاستثمارات في الأسواق الأخرى ن وتوسيع مكانة مدينة دبي كمحور عالمي لسوق رأس المال.
في سبتمبر 2007، حصلت البورصة على 28% من بورصة لندن كجزء من صفقة كبيرة مع البورصة الأمريكية نازداك وذلك لتنظيم خطة طويلة الأمد لتحكم في بورصة ستوكهولم و المشغل أو أم أكس (بالإنجليزية: operator OMX)‏. على أي حال، شجعت الحركة هذه جهاز قطر للاستثمار، الذي اعتقد بأنه قريب من إغلاق الصفقة ويشتري أسهم بورصة لندن لنفسه.

## وصلات إضافية
- http://www.borsedubai.com/